# Hai môn phối hợp tại Thế vận hội Mùa đông 2018 - Xuất phát đồng hàng nữ
Nội dung xuất phát đồng hàng 12,5 km nữ của hai môn phối hợp tại Thế vận hội Mùa đông 2018 diễn ra vào ngày 17 tháng 2 năm 2018 tại Alpensia Cross-Country Centre ở Pyeongchang, Hàn Quốc. Anastasiya Kuzmina là người giành huy chương vàng, đương kim vô địch Darya Domracheva giành huy chương bạc và Tiril Eckhoff một lần nữa giành huy chương đồng giống như năm 2014.

## Diễn biến
Kuzmina là người dẫn đầu từ lúc xuất phát, và gần như không có sự cạnh tranh lớn nào sau lượt bắn súng thứ hai, khi bỏ xa Domracheva mười giây. Ở lượt bắn đứng đầu tiên, Domracheva trượt một mục tiêu, còn Kuzmina, mặc dù bắn trượt một lần ở loạt bắn đứng thứ hai, vẫn hết sức an toàn ở vị trí đầu bảng. Domracheva không trượt mục tiêu nào ở lượt bắn cuối và về thứ hai. Eckhoff trượt một mục tiêu ở phần thi nằm bắn thứ nhất và một mục tiêu ở lần nằm bắn thứ hai, và đứng ở giữa bảng xếp hạng trong phần lớn thời gian thi đấu. Tuy nhiên, tất cả các đối thủ trực tiếp đều bắn trượt, vì vậy cô giành huy chương đồng.

## Kết quả
Cuộc đua bắt đầu lúc 20:15.
| Hạng | Số áo | Tên                | Quốc gia                     | Thời gian | Điểm phạt (P+P+S+S) | Kém     |
| ---- | ----- | ------------------ | ---------------------------- | --------- | ------------------- | ------- |
| 1    | 4     | Anastasiya Kuzmina | Slovakia                     | 35:23.0   | 1 (0+0+0+1)         | —       |
| 2    | 9     | Darya Domracheva   | Belarus                      | 35:41.8   | 1 (0+0+1+0)         | +18.8   |
| 3    | 18    | Tiril Eckhoff      | Na Uy                        | 35:50.7   | 2 (1+0+1+0)         | +27.7   |
| 4    | 13    | Lisa Vittozzi      | Ý                            | 36:08.6   | 2 (1+0+0+1)         | +45.6   |
| 5    | 2     | Hanna Öberg        | Thụy Điển                    | 36:09.5   | 1 (0+0+1+0)         | +46.5   |
| 6    | 8     | Dorothea Wierer    | Ý                            | 36:10.3   | 1 (0+0+0+1)         | +47.3   |
| 7    | 19    | Nadezhda Skardino  | Belarus                      | 36:10.9   | 0 (0+0+0+0)         | +47.9   |
| 8    | 3     | Marte Olsbu        | Na Uy                        | 36:14.6   | 1 (0+1+0+0)         | +51.6   |
| 9    | 21    | Marie Dorin Habert | Pháp                         | 36:20.9   | 2 (0+1+0+1)         | +57.9   |
| 10   | 7     | Kaisa Mäkäräinen   | Phần Lan                     | 36:23.9   | 2 (0+1+0+1)         | +1:00.9 |
| 11   | 10    | Denise Herrmann    | Đức                          | 36:27.2   | 2 (0+0+2+0)         | +1:04.2 |
| 12   | 28    | Franziska Preuß    | Đức                          | 36:38.9   | 1 (0+0+1+0)         | +1:15.9 |
| 13   | 17    | Mona Brorsson      | Thụy Điển                    | 36:55.3   | 1 (0+0+1+0)         | +1:32.3 |
| 14   | 5     | Veronika Vítková   | Cộng hòa Séc                 | 36:57.8   | 1 (0+0+0+1)         | +1:34.8 |
| 15   | 30    | Monika Hojnisz     | Ba Lan                       | 36:59.2   | 0 (0+0+0+0)         | +1:36.2 |
| 16   | 1     | Laura Dahlmeier    | Đức                          | 37:10.1   | 2 (1+1+0+0)         | +1:47.1 |
| 17   | 6     | Anaïs Bescond      | Pháp                         | 37:23.5   | 4 (1+0+2+1)         | +2:00.5 |
| 18   | 29    | Markéta Davidová   | Cộng hòa Séc                 | 37:23.8   | 3 (0+1+1+1)         | +2:00.8 |
| 19   | 14    | Valj Semerenko     | Ukraina                      | 37:39.9   | 1 (1+0+0+0)         | +2:16.9 |
| 20   | 11    | Justine Braisaz    | Pháp                         | 37:49.6   | 5 (0+1+3+1)         | +2:26.6 |
| 21   | 16    | Paulína Fialková   | Slovakia                     | 37:52.6   | 4 (1+2+0+1)         | +2:29.6 |
| 22   | 25    | Linn Persson       | Thụy Điển                    | 37:54.5   | 2 (1+0+0+1)         | +2:31.5 |
| 23   | 23    | Lena Häcki         | Thụy Sĩ                      | 38:22.3   | 4 (1+2+0+1)         | +2:59.3 |
| 24   | 12    | Vita Semerenko     | Ukraina                      | 38:25.3   | 3 (0+0+3+0)         | +3:02.3 |
| 25   | 15    | Vanessa Hinz       | Đức                          | 38:52.4   | 4 (2+1+0+1)         | +3:29.4 |
| 26   | 26    | Iryna Kryuko       | Belarus                      | 39:04.0   | 4 (3+1+0+0)         | +3:41.0 |
| 27   | 27    | Elisa Gasparin     | Thụy Sĩ                      | 39:21.0   | 5 (0+2+1+2)         | +3:58.0 |
| 28   | 20    | Irene Cadurisch    | Thụy Sĩ                      | 39:44.7   | 4 (2+1+1+0)         | +4:21.7 |
| 29   | 24    | Anaïs Chevalier    | Pháp                         | 40:39.7   | 6 (2+3+1+0)         | +5:16.7 |
| 30   | 22    | Tatiana Akimova    | Vận động viên Olympic từ Nga | 41:32.4   | 6 (0+0+5+1)         | +6:09.4 |